# Keiko Takeshita
Keiko Takeshita (竹下景子 ?, Takeshita Keiko; Nagoya, 15 settembre 1953) è un'attrice giapponese.

## Filmografia

### Cinema
- Nihon ninkyo-do: gekitotsu-hen, regia di Kôsaku Yamashita (1975)
- Matsuri no junbi, regia di Kazuo Kuroki (1975)
- Oretachi no toki, regia di Junzô Mizukawa (1976)
- Hadashi no Gen: Namida no bakuhatsu, regia di Tengo Yamada (1977)
- Ningen no shômei, regia di Jun'ya Satô (1977)
- Inubue, regia di Sadao Nakajima (1978)
- Burû Kurisumasu, regia di Kihachi Okamoto (1978)
- Haitatsu sarenai santsu no tegami, regia di Yoshitarō Nomura (1979)
- Eireitachi no oenka: saigo no sôkeisen, regia di Kihachi Okamoto (1979)
- Asuka e, soshite mada minu ko e, regia di Ryô Kinoshita (1982)
- Kidonappu burûsu, regia di Shinpei Asai (1982)
- Otoko wa tsurai yo: Kuchibue wo fuku Torajirô, regia di Yōji Yamada (1983)
- Otoko wa tsurai yo: Shiretoko bojô, regia di Yōji Yamada (1987)
- Otoko wa tsurai yo: Torajiro kokoro no tabiji, regia di Yōji Yamada (1989)
- Harimao, regia di Ben Wada (1989)
- Ahiru no uta ga kikoete kuru yo., regia di Makoto Shiina (1993)
- Bokyo, regia di Kôichi Saitô (1993)
- Gakko, regia di Yōji Yamada (1993)
- Chikyû ga ugoita hi, regia di Toshio Gotô (1997)
- Sennen no koi - Hikaru Genji monogatari, regia di Tonkô Horikawa (2001)
- Ishii no otousan arigato, regia di Hisako Yamada (2005)
- Leonie, regia di Hisako Matsui (2010)
- Tantei wa bar ni iru, regia di Hajime Hashimoto (2011)
- Hasami, regia di Fujirô Mitsuishi (2012)
- Yuzuriha no koro, regia di Mineko Okamoto (2015)
- Satoshi no seishun, regia di Yoshitaka Mori (2016)
- Hana ikusa, regia di Tetsuo Shinohara (2017)
- One Son, regia di Kenji Tani (2018)
- Kazoku wari, regia di Shôhei Shiozaki (2019)

### Televisione
- Sanada Taiheiki – serie TV, 45 episodi (1985)
- Dokugan-ryu Masamune – serie TV, episodi (1987)
- Saka no ue no kumo – serie TV, 4 episodi (2009-2011)
- Kôbe zaijû, regia di Mitsuhito Shiraha – film TV (2015)